# چانگاناسری
چانگاناسری (به انگلیسی: Changanassery) یک منطقهٔ مسکونی در هند است که در بخش کوتایم واقع شده‌است. چانگاناسری ۱۳٫۵ کیلومتر مربع مساحت و ۴۷٬۴۸۵ نفر جمعیت دارد و ۱۱ متر بالاتر از سطح دریا واقع شده‌است.